# 中村未来 (シンガーソングライター)
中村 未来（なかむら みく、1989年9月13日 - ）は日本のシンガーソングライター、ギタリスト、ピアニスト、マニピュレーター、音楽プロデューサー。ロックバンドCö shu Nieのメンバー。ソロ活動での名義はmicoon（ミクーン）。

## 来歴
3歳から11歳までクラシックピアノを習う。中学2年生の時に青いストラトキャスターを購入、中学3年生でバンドを結成。16歳から曲作りを始める。その後、ロックバンド「群青11%FEEL（ぐんじょう じゅういちパーセントフィール）」を結成。ギター・ボーカルを担当。
2011年、ロックバンド「Cö shu Nie」を結成。ボーカル・ギター・キーボード・マニピュレーターを担当。
2016年、中野大輔（ジラフポット）とユニット「seeSea」を結成。
2018年、Cö shu Nieがソニー・ミュージックアソシエイテッドレコーズよりメジャー・デビュー。

## 人物
ピアノは11歳まで続けていたが、家庭の事情により辞めた。その後、楽器屋の前を通ったときに青いストラトキャスターを見つけ「あれを弾いてみたい」と思い購入。当時はアンプのことも知らず、家で弾いてみたら三味線みたいな音だったため「何この音?」と思い、しばらく弾かなかった。中学3年生でバンドを結成した頃からロックを聴き始めた。高校時代には東京事変のコピーバンドをやっており、リードギターとボーカルを担当していた。
ソロ名義『micoon』の由来は「Miku」と「Cocoon（繭）」の造語で「音楽にはずっと包まれている安心感と愛を感じるので、聴く人にも同じように感じてもらえたら」「すごく前向きな意味で、まだまだ未完成だと思っていて、今をすべて出し切っても、まだまだ先がある気がするので、そういう意味での繭でもある」ことを意味する。
中嶋イッキュウ（tricot、ジェニーハイ）とは同じ専門学校の同級生。中嶋によると、この頃から中村は才能が突出していたという。中嶋のソロプロジェクト、SUSU by Ikkyu Nakajimaでは「Dive with micoon (Cö shu Nie)」に楽曲提供（『火曜曲-The Tuesday Songs-』収録）。
好きな食べ物は、プリンとキュウリ。

## 影響
先述の東京事変の他、Robert Glasper、Thundercatといった生楽器の演奏者、Flying Lotusのようなジャズやファンクからの影響をインタビュー等で公言している。その他にも、FKA TwigsやArca、ディズニー音楽からも影響を受けている。
その中でもBjörkからの影響は大きく、高校生の時に『ダンサー・イン・ザ・ダーク』を観て、環境音から音楽になることに衝撃を受けた（特に「I've Seen It All」）。初めて買ったCDは、この映画のサウンドトラック『セルマソングス〜ミュージック・フロム・ダンサー・イン・ザ・ダーク』。

## ディスコグラフィ

### ゲスト参加 / 楽曲提供
| 発売日         | アーティスト                        | タイトル                                                                      | 収録作品                                         | 規格品番                                                    | 備考                                                     |
| -------------- | ----------------------------------- | ----------------------------------------------------------------------------- | ------------------------------------------------ | ----------------------------------------------------------- | -------------------------------------------------------- |
| 2018年12月25日 | SUSU by Ikkyu Nakajima              | Dive with micoon (Cö shu Nie)                                                 | 火曜曲-The Tuesday Songs-                        | なし（バッヂ型オーディオプレイヤー「PLAY BUTTON」にて発売） | 楽曲提供                                                 |
| 2019年10月4日  | Slushii                             | Calling Out to You (feat. Miku Nakamura) [Co shu Nie]                         | Calling Out to You                               | 配信限定                                                    | ボーカル                                                 |
| 2020年1月22日  | TK from 凛として時雨                | katharsis (with 中村未来 from Co shu Nie / Live from Bi-Phase Brain “L side”) | 蝶の飛ぶ水槽                                     | AICL-3801/2（期間生産限定盤B）                              | ゲストボーカルとして参加した「katharsis」のライブ音源    |
| 2020年4月15日  | TK from 凛として時雨                | 彩脳 -Sui Side-                                                               | 彩脳                                             | AICL-3886/7                                                 | ピアノ演奏                                               |
| 2020年4月15日  | TK from 凛として時雨                | 彩脳 -Sui Side-                                                               | 彩脳                                             | AICL-3888                                                   | ピアノ演奏                                               |
| 2023年3月15日  | セイジ・スカイフォール(CV:小林裕介) | FACTS ERROR                                                                   | HELIOS Rising Heroes「FACTS ERROR」（Game Size） | 配信限定                                                    | 作曲・編曲                                               |
| 2023年10月20日 | CHE LINGO                           | LIFETIME ft. MIKU NAKAMURA (Cö shu Nie)                                       | LIFETIME                                         | 配信限定                                                    | 歌詞・ボーカル・ギター Crunchyroll秋季キャンペーンソング |

## 使用機材
出典：
- YAMAHA / MX49（シンセサイザー）
- ROLAND / RD-2000（MIDIキーボード）
- ABLETON / Push 2（MIDIコントローラー）
- ギブソン / ファイヤーバード（エレクトリック・ギター）
- フェンダー / テレキャスター・シンライン
- メーカー不明 / ストラトキャスター・シェイプ
- マーティン / アコースティック・ギター（型番不明）

### エフェクター
- BOSS / ES-8
- BOSS / PQ-4
- XOTIC / Robotalk
- DIGITECH / Whammy 5
- KLON / KTR
- Strymon / TimeLine
- AKAI PROFESSIONAL / Drive3 Fuzz